# Жедно
Жедно је насељено место у саставу града Трогира, на острву Чиову, Сплитско-далматинска жупанија, Република Хрватска.

## Историја
До територијалне реорганизације у Хрватској налазило се у саставу старе општине Трогир.

## Становништво
На попису становништва 2011. године, Жедно је имало 132 становника.
| Број становника по пописима | Број становника по пописима | Број становника по пописима | Број становника по пописима | Број становника по пописима | Број становника по пописима | Број становника по пописима | Број становника по пописима | Број становника по пописима | Број становника по пописима | Број становника по пописима | Број становника по пописима | Број становника по пописима | Број становника по пописима | Број становника по пописима | Број становника по пописима |
| --------------------------- | --------------------------- | --------------------------- | --------------------------- | --------------------------- | --------------------------- | --------------------------- | --------------------------- | --------------------------- | --------------------------- | --------------------------- | --------------------------- | --------------------------- | --------------------------- | --------------------------- | --------------------------- |
| 1857                        | 1869                        | 1880                        | 1890                        | 1900                        | 1910                        | 1921                        | 1931                        | 1948                        | 1953                        | 1961                        | 1971                        | 1981                        | 1991                        | 2001                        | 2011                        |
| 171                         | 161                         | 120                         | 146                         | 158                         | 217                         | 375                         | 248                         | 290                         | 296                         | 268                         | 191                         | 136                         | 91                          | 110                         | 132                         |

Напомена: У 1857, 1869. и 1921. садржи податке за насеље Арбанија.

### Попис1991.
На попису становништва 1991. године, насељено место Жедно је имало 91 становника, следећег националног састава:
| Попис 1991.‍ | Попис 1991.‍ | Попис 1991.‍ | Попис 1991.‍ | Попис 1991.‍ |
| ----------- | ----------- | ----------- | ----------- | ----------- |
|             |             |             |             |             |
| Хрвати      | Хрвати      |             | 89          | 97,80%      |
| Југословени | Југословени |             | 1           | 1,09%       |
| Немци       | Немци       |             | 1           | 1,09%       |
| укупно: 91  |             |             |             |             |